# Ait Kamra
Ait Kamra (franska: Ait Kamra (CR), Ait Kamra (Commune Rurale), arabiska: أيت قمرة) är en kommun i Marocko.   Den ligger i provinsen Al Hoceïma och regionen Tanger-Tétouan-Al Hoceïma, i den nordöstra delen av landet, 290 km öster om huvudstaden Rabat. Antalet invånare är 6 742.